# Petr Kolman
Petr Kolman (soms ook: Peter Kolman) (Bratislava, 29 mei 1937 – aldaar, 5 november 2022) was een Slowaakse componist, muziekpedagoog en muziekredacteur, die in 1977 naar Oostenrijk emigreerde.

## Levensloop
Kolman was van 1944 tot 1945 als kind van Joodse ouders gedetineerd in het concentratiekamp Theresienstadt. Van 1951 tot 1956 studeerde hij aan het Konzervatórium v Bratislave in Bratislava. Van 1956 tot 1960 studeerde hij compositie aan de Vysoká škola múzických umení v Bratislave (Hogeschool voor muzikale kunsten Bratislava) (VŠMU). Na het behalen van zijn diploma's werkte hij van 1961 tot 1965 als muziekredacteur in de studio Bratislava van de Tsjecho-Slowaakse omroep (Československý rozhlas). In 1965 en 1966 studeerde hij aan de Darmstädter Ferienkurse.
In 1965 werd hij hoofd van de studio voor experimentele en elektronische muziek van de Tsjecho-Slowaakse omroep in Bratislava. Hij doceerde in 1968 en 1969 gedurende de zomercursussen voor nieuwe muziek in Smolenice.
Alhoewel hij in 1967 en 1968 tot het bestuur van de Slowaakse componistenfederatie behoorde, werd hij in 1972 om politieke redenen uit de federatie uitgesloten. Het werd verboden zijn werken uit te voeren en te publiceren. Deze situatie was voor hem niet langer draaglijk en hij emigreerde in 1977 naar Oostenrijk. Hij woonde sindsdien in Deutsch-Wagram in de buurt van Wenen. Van 1977 tot 2002 was hij redacteur bij de Oostenrijkse muziekuitgeverij Universal Edition in Wenen.
Kolman behoorde als componist tot de exponenten van de experimentele muziek in Slowakije. Hij werd 85 jaar oud.

## Composities

### Werken voor orkest
- 1958 rev.2000: - Trauermusik
- 1960 rev.2003: - Concert voor viool en orkest
- 1963 rev.1966: - 4 Orkeststukken
- 1964 rev.1996: - Monumento per 6,000.000, voor orkest
- 1978 rev.1990: - Muziek, voor 14 strijkinstrumenten
- 1995: - Concert, voor orkest
  1. Intrada
  2. "...wie das Vibrieren der Luft an einem Sonntagsmorgen"
  3. Flüchtige Begegnungen
  4. Amplitudenspiel
  5. Das obligate Finale
- 2011: - Drei Essays, voor orkest[3]
  1. Distant Sounds
  2. Stop and Go
  3. Episoden

### Werken voor harmonieorkest
- 1971: - Movement

### Vocale muziek

#### Cantates
- 1956: - Oh, Land!, cantate voor gemengd koor en orkest - tekst: Ján Poničan

### Kamermuziek
- 1957: - Trio, voor viool, altviool en cello
- 1960: - Twee stukken, voor dwarsfluit, klarinet, viool en piano
- 1962: - Partecipazioni, voor 12 instrumenten (dwarsfluit, hobo, klarinet, trompet, hoorn, trombone, glockenspiel, vibrafoon, harp, viool, altviool en cello)
- 1963: - Sonata canonica, voor klarinet en basklarinet
- 1964 rev.1998: - Panegyrikos, voor 4 hobo's, 4 trompetten, 4 slagwerkers en 4 celli
- 1965: - Molisation, mobiele voor dwarsfluit en vibrafoon
- 1970: - Strijkkwartet nr. 1
- 1978: - ...wie ein Hauch von Glückseligkeit, voor viool en piano
- 1991: - Ausgedehnter Dominantseptakkord zu Ehren Alfred Schlees, eine musikalische Anekdote, voor strijkkwartet
- 2001: - Take over, voor 12 cellisten
- 2001: - Strijkkwartet nr. 2 "Refrain"

### Werken voor orgel
- 1982: - Laudatio
- 1984: - Interludium
- 1986: - Jeu de touches

### Werken voor piano
- 1960: - 3 Pianostukken tot herinnering aan Arnold Schönberg
- 1978: - Nota bene

### Elektronische muziek
- 1968: - D 68
- 1970: - Omaggio a Gesualdo
- 1971: - Eine kleine Nachtmusik
- 1972: - Lentement mais pas trop
- 1974: - Poliritmica
- 1974: - E 15
- 1976: - 9½